# L'isola del tesoro (film 1985)
L'isola del tesoro è un film del 1985 diretto da Raúl Ruiz, tratto dal romanzo di Robert Louis Stevenson L'isola del tesoro.